# Seafile
Seafile est un logiciel open-source principalement maintenu par la société Seafile Ltd. basée en Chine à Pékin. Seafile permet de créer un service de stockage et d'applications diverses en ligne sur son propre serveur. Les documents peuvent être synchronisés sur un ordinateur ou sur un smartphone par le biais d'une application. Le logiciel possède aussi une interface web. Les fonctionnalités de Seafile sont similaires à celles des sites d'hébergement de fichiers les plus populaires. La principale différence est que les fichiers sont stockés par l'administrateur lui-même, chacun peut créer sa propre instance.

## Historique
Il a été cité dans les médias comme un système permettant de « mieux protéger sa vie privée sur Internet ».
Une offre commerciale en mode SaaS sous le nom de Seacloud a été terminée.

## Éditions et versions
Seafile est disponible en deux éditions : une édition gratuite pour les communautés (disponible sous licence GNU Affero General Public License) et une édition plus complète pour les entreprises sous licence propriétaire. 

## Fonctionnalités
Les fonctionnalités varient entre l'édition communautaire et l'édition professionnelle. Les deux éditions possèdent ces fonctionnalités :
- Synchronisation multi-plateforme
- Partage de lien public
- Chiffrement côté client
- Contrôle d'accès par dossier
- Contrôle de la version
- Authentification LDAP
- Prévisualisation de vidéos, images et PDF

L'édition professionnelle apporte d'autres fonctionnalités :
- Intégration avec MS Office Online, OnlyOffice[5][source insuffisante]
- Authentification à deux facteurs

Les clients de Seafile sont disponibles pour Windows, MacOS et Linux. Les clients mobiles sont disponibles pour iOS et Android.